# Єрмаков Іван Федосович
Іван Федосович Єрмаков (1 січня 1947, Покровка) — український державний діяч.

## Біографія
Народився 1 січня 1947 року у селищі Покровці Могилівської області Білорусі. В 1971 році закінчив Севастопольський приладобудівний інститут, в 1976 році з відзнакою закінчив Військово-повітряну інженерну академію.
У 1971 — конструктор до філії Центрального конструкторського бюро «Пролетарський завод» м.Севастополь
У 1971 — як офіцер запасу, був призваний до авіації ВМФ СРСР.
З 1972 по 1976 рр. — навчався у Військово-повітряній інженерній академії, яку закінчив з відзнакою.
У 1976 — 1985 роках працював головним інженером на Севастопольському авіаційному підприємстві.
З 1985 по 1991 працював директором Севастопольського авіаційного підприємства.
У 1991 — був обраний головою Севастопольської Ради та виконкому.
З 1992 року, у зв'язку із реорганізацією державної виконавчої влади — призначений головою міськдержадміністрації (при цьому втратив посаду голови міськради).
У січні 1994 — знятий з посади голови міськдержадміністрації.
У 1994 — обраний заступником голови Верховної Ради Автономної Республіки Крим.
Член партії «Сильна Україна»